# Tipula (Yamatotipula) dejecta
Tipula (Yamatotipula) dejecta is een tweevleugelige uit de familie langpootmuggen (Tipulidae). De soort komt voor in het Nearctisch gebied.